# Luis Alberto Marco

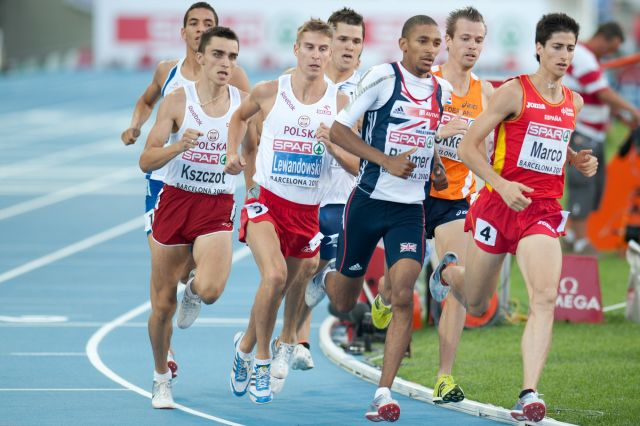
Luis Alberto Marco en el europeo de 2010.

Luis Alberto Marco Contreras (Dos Hermanas, provincia de Sevilla, 20 de agosto de 1986) es un atleta español especializado en las carreras de medio fondo, en concreto, de 800 y 1.500 metros, siendo en 800 metros donde ha obtenido los mejores triunfos. 

## Biografía
Nació el 20 de agosto de 1986 en el Hospital Virgen del Rocío, en Sevilla. Con pocos meses su familia se trasladó a la localidad de Montequinto (Dos Hermanas). En 1991, a muy temprana edad, se inscribió junto con su hermano mayor en una de las escuelas deportivas que existían en la misma barriada de Montequinto de la ciudad de Dos Hermanas, ubicada en el colegio público Gustavo Adolfo Bécquer.
Desde entonces siempre ha estado ligado a la práctica del atletismo, si bien como aficionado al deporte, ha practicado con sus amigos y compañeros de colegio otros deportes tales como fútbol, baloncesto, tenis, etc.

## Palmarés
| Año  | Competición                  | Ciudad                 | Clasificación | Disciplina |
| ---- | ---------------------------- | ---------------------- | ------------- | ---------- |
| 2007 | Campeonato de Europa Indoor* | Birmingham, Inglaterra | 4º            | 800 m      |
| 2007 | Campeonato de España         | San Sebastián, España  | 2º            | 800 m      |
| 2008 | Campeonato de España Indoor* | Valencia, España       | 1º            | 800 m      |
| 2009 | Campeonato de España Indoor  | Sevilla, España        | 1º            | 800 m      |
| 2009 | Campeonato de Europa Indoor  | Turín, Italia          | 2º            | 800 m      |
| 2009 | Campeonato de España         | Barcelona, España      | 1º            | 800 m      |
| 2010 | Campeonato de España Indoor  | Valencia, España       | 1º            | 800 m      |
| 2010 | Campeonato del Mundo Indoor  | Doha, Catar            | 6º            | 800 m      |
| 2010 | Campeonato de España         | Avilés, España         | 2º            | 800 m      |
| 2010 | Campeonato de Europa         | Barcelona, España      | 7º            | 800 m      |

Sus inicios como atleta fue participar en las carreras populares que se celebraban en Dos Hermanas y otras localidades de la provincia y de la ciudad de Sevilla. Consiguiendo en tres ocasiones el premio al mejor corredor de carreras populares de Sevilla, en 1996, como corredor benjamín, en 1998 como corredor alevín y en 1999 como corredor infantil. En 1999 empezó a participar en carreras a nivel autonómico del campeonato de Andalucía.
En el año 2000, pasa a formar parte del club sevillano Vegamedia-Sodevega, y obtiene su primer éxito al conseguir ser campeón de Andalucía en la categoría de 3000 metros. 
En 2002, acude por primera vez a un campeonato de España y en 2003, se proclama campeón de España juvenil en 1.500 metros tanto en pista cubierta como al aire libre. En este año consigue la marca mínima para participar en el Campeonato del Mundo Juvenil en 800, 1,500 y 3000 metros, participando en la prueba de 1.500 metros y quedando en la posición 11.ª.
En 2007, consigue el subcampeonato de España en la prueba de 800 metros y fue seleccionado para participar en el campeonato de Europa que se celebró en Inglaterra, consiguiendo el cuarto lugar.
En la temporada 2007/2008, pasa a formar parte de los atletas de la marca comercial Nike y consigue ser campeón de España en pista cubierta y colabora con la selección española en el triunfo de la Copa de Europa de Selecciones. En verano consigue su mejor marca personal de (1´46” 23) a escasas centésimas de la marca olímpica.
En febrero de 2009 se proclamó campeón de España de pista cubierta en 800 metros. En marzo de 2009, con 22 años, consigue la medalla de plata en los campeonatos de Europa de pista cubierta celebrados en Turín, Italia con una marca de 1´49” 14.
En agosto de 2009 consigue su primer título de campeón de España al aire libre, lo que le da pasaporte para disputar el campeonato del mundo que se celebró en Berlín.
La temporada 2010 es una de las mejores del atleta, ya que suma su tercer título de campeón de España de pista cubierta y es finalista en el campeonato del mundo de pista cubierta.
Además, en verano consigue la medalla de plata en el campeonato de España en Avilés, y además consigue otra plaza de finalista en el campeonato de Europa celebrado en Barcelona. Previamente, consiguió llevar su mejor marca hasta 1'4526 durante la celebración de una cita dela prestigiosa Diamond League en Lausanne (Suiza).